# Gordon (Nuevo Brunswick)
Gordon es una parroquia canadiense situada en la provincia de Nuevo Brunswick.

## Superficie
Gordon tiene una superficie de 1430,19 km².

## Demografía
En 2021, tenía 1559 habitantes, una densidad poblacional de 1,1 hab./km², y 776 viviendas.